# Телфер (округ, Джорджія)
Шаблон:StateAbbr_ 31°56′ пн. ш. 82°56′ зх. д. / 31.93° пн. ш. 82.94° зх. д.
Округ  Телфер (англ. Telfair County) — округ (графство) у штаті  Джорджія, США. Ідентифікатор округу 13271.

## Історія
Округ утворений 1807 року.

## Демографія
За даними перепису 
2000 року 
загальне населення округу становило 11794 осіб, зокрема міського населення було 5039, а сільського — 6755.
Серед мешканців округу чоловіків було 6203, а жінок — 5591. В окрузі було 4140 домогосподарств, 2872 родин, які мешкали в 5083 будинках.
Середній розмір родини становив 3,01.
Віковий розподіл населення поданий у таблиці:
| Стать    | До 15 років | 15-21 | 22-29 | 30-39 | 40-49 | 50-65 | 65-85 | Понад 85 |
| -------- | ----------- | ----- | ----- | ----- | ----- | ----- | ----- | -------- |
| Чоловіки | 1087        | 657   | 913   | 1073  | 1010  | 836   | 577   | 50       |
| Жінки    | 1052        | 524   | 475   | 731   | 760   | 921   | 931   | 197      |

## Суміжні округи
- Лоренс — північ
- Вілер — північний схід
- Джефф-Девіс — південний схід
- Коффі — південь
- Бен-Гілл — південний захід
- Вілкокс — захід
- Додж — північний захід

## Виноски
1. ↑  U.S. Decennial Census. United States Census Bureau. Процитовано 26 червня 2014.
2. ↑  Historical Census Browser. University of Virginia Library. Архів оригіналу за 11 серпня 2012. Процитовано 26 червня 2014.
3. ↑  Population of Counties by Decennial Census: 1900 to 1990. United States Census Bureau. Процитовано 26 червня 2014.
4. ↑  Census 2000 PHC-T-4. Ranking Tables for Counties: 1990 and 2000 (PDF). United States Census Bureau. Процитовано 26 червня 2014.
5. ↑  State & County QuickFacts. United States Census Bureau. Архів оригіналу за 5 вересня 2015. Процитовано 26 червня 2014. [Архівовано 2015-09-05 у Wayback Machine.](англ.) Наведено за англійською вікіпедією.
6. ↑  American FactFinder. Бюро перепису населення США. Архів оригіналу за 26 лютого 2012. Процитовано 31 січня 2008. [Архівовано 2008-05-21 у Wayback Machine.]

| США | Це незавершена стаття з географії США. Ви можете допомогти проєкту, виправивши або дописавши її. |